# JO-bolaget
JO Bolaget var ett svenskt livsmedelsföretag ägt av Arla Foods och Skånemejerier som sålde produkter baserade på fruktjuice.
Bolaget grundades 1988 av Arla och Skånemejerier. Produkterna såldes under varumärkena God Morgon, Bravo, JO, Frukternas Nektar och Sagolika Soppor. Företaget var svensk agent för varumärket Tropicana, och tidigare även Del Monte. År 1996 hade företaget en andel på 60 procent av juicemarknaden.
Produktionen låg i Alingsås och Lunnarp. Efter att Arla gått ihop med danska MD Foods inleddes ett samarbete med danska Rynkeby Foods.
År 2008 delades företaget upp och Skånemejerier tog över Bravo medan Arla tog över övriga varumärken. För de delar som tagits över av Arla fördjupades samarbetet med Rynkeby. År 2016 såldes Arlas juiceverksamhet, inklusive den del som tagits över från JO-bolaget, till Eckes-Granini Group.